# Akial
Akial a Csillagok háborúja elképzelt univerzumának egyik szereplője.

## Leírása
Akial a dzsava fajhoz tartozó férfi Jedi Lovag, aki a klónháborúk előtt és alatt élt.

## Élete
Akial a jedi kiképzését az Almas nevű bolygón levő Almas Akadémián (Almas Academy) kapta meg. Őt úgynevezett jedi tanácsadónak (jedi consular) készítették fel. A jedi tanácsadónak kibékítő szerepe van. Miután sikeresen elvégezte a jedi vizsgákat, felavatták Jedi Lovagnak. Röviddel ezután Akialt a Kel Dor fajba tartozó Krin D'bis jedi védelmezővel együtt elküldték az Almas Dorumaa nevű holdjára, hogy az Akadémiát képviseljék a Greentree Pointe-nál tartott ünnepségeken.

## Megjelenése a videójátékokban
Ezt a ritka dzsava jedi lovagot a „Paarty On!” című videójátékban láthatjuk először.

## Fordítás
- Ez a szócikk részben vagy egészben az Akial című Wookieepedia-szócikk fordítása. Az eredeti cikk szerkesztőit annak laptörténete sorolja fel.